# Provincia di Ragusa
La provincia di Ragusa (ufficialmente, dal 1986: Provincia Regionale di Ragusa) è stata una provincia italiana della Sicilia, comprendente 12 comuni con una popolazione di 321 192 abitanti nell'anno 2015. Ad essa è subentrato, il 4 agosto 2015, il Libero consorzio comunale di Ragusa.
Al momento dello scioglimento, aveva una superficie di 1623,89 km² e una densità abitativa di 197,79 abitanti per km². Vi erano compresi, oltre al capoluogo, i comuni di Acate, Chiaramonte Gulfi, Comiso, Giarratana, Ispica, Modica, Monterosso Almo, Pozzallo, Santa Croce Camerina, Scicli e Vittoria.
Assieme a quella di Siracusa, era la provincia più meridionale della Sicilia; confinava con le province di Siracusa, di Caltanissetta e di Catania, mentre la sua parte meridionale si affacciava sul mar Mediterraneo.

## Storia

### Istituzione della provincia
La provincia di Ragusa venne istituita il 2 gennaio 1927 (secondo quanto deciso durante la seduta del Consiglio dei Ministri del 6 dicembre 1926), durante il ventennio fascista. Anche grazie all’influenza politica esercitata da Filippo Pennavaria, figura di rilievo del fascismo locale, il capoluogo della nuova provincia fu fissato a Ragusa, a discapito di Modica. Al momento dell’istituzione, Ragusa contava una popolazione leggermente inferiore rispetto a quella di Modica, ma si era ormai affermata come importante polo industriale ed economico.

### Seconda guerra mondiale
Durante la seconda guerra mondiale, la provincia fu duramente colpita dai bombardamenti degli Alleati, che iniziarono nel 1942 e proseguirono per tutto il 1943. Tali incursioni furono intensificate dalla presenza nel territorio di diversi aeroporti militari – tra cui quelli di Comiso, Santo Pietro (Vizzini) e Gela – utilizzati per le operazioni aeree delle forze dell’Asse. Nel luglio del 1943, la provincia fu inoltre uno dei principali teatri dello sbarco in Sicilia da parte delle truppe alleate.

### Abolizione e ricostituzione delle province
Con l’entrata in vigore dello Statuto speciale per la Sicilia nel 1946, le province dell’isola vennero de facto soppresse. Esse furono tuttavia ricostituite il 15 marzo 1963, mediante il recepimento della normativa nazionale, e successivamente trasformate in province regionali il 6 marzo 1986.

### Soppressione e istituzione del Libero Consorzio
Il 28 marzo 2014 fu approvata la soppressione delle nove province regionali della Sicilia, sostituite da sei «Liberi Consorzi comunali» e tre città metropolitane, in seguito all’entrata in vigore della legge votata dall’Assemblea Regionale Siciliana il 12 marzo dello stesso anno.
In applicazione della legge regionale 24 marzo 2014, n. 8, intitolata Istituzione dei liberi Consorzi comunali e delle Città metropolitane, e successivamente regolamentata dalla legge regionale n. 15 del 4 agosto 2015, Disposizioni in materia di liberi Consorzi comunali e Città metropolitane, la provincia regionale di Ragusa è stata ufficialmente soppressa e sostituita dal Libero consorzio comunale di Ragusa.

## Simboli

### Stemma
Il primo stemma della Provincia venne concesso con regio decreto del 17 aprile 1930 e lettere patenti del 15 febbraio 1932:
Insieme ad esso venne concesso un gonfalone consistente in un drappo di azzurro.
Successivamente alla caduta del Fascismo dallo stemma venne eliminato il fascio littorio. Lo stemma viene così descritto al primo comma nell'articolo 3 dello Statuto provinciale:

### Gonfalone

Gonfalone della Provincia Regionale di Ragusa

Il gonfalone viene così descritto al secondo comma dell'articolo 3 dello Statuto provinciale:

### Bandiera
La bandiera è stata adottata nel gennaio 1997, in occasione del 70º anniversario di costituzione della provincia.

## Comuni
Al momento della soppressione appartenevano alla provincia di Ragusa i seguenti 12 comuni:
- Acate
- Chiaramonte Gulfi
- Comiso
- Giarratana
- Ispica
- Modica
- Monterosso Almo
- Pozzallo
- Ragusa
- Santa Croce Camerina
- Scicli
- Vittoria